# Isojärvi (Junosuando socken, Norrbotten, 750166-179230)
Isojärvi är en sjö i Pajala kommun i Norrbotten och ingår i Torneälvens huvudavrinningsområde. Sjön har en area på 0,232 kvadratkilometer och ligger 214,8 meter över havet.

## Delavrinningsområde
Isojärvi ingår i det delavrinningsområde (750226-179231) som SMHI kallar för Ovan VDRID = Akajoki i Lainioälvens vattendragsyta. Medelhöjden är 214 meter över havet och ytan är 3,57 kvadratkilometer. Räknas de 383 avrinningsområdena uppströms in blir den ackumulerade arean 5 731,95 kvadratkilometer. Lainioälven som avvattnar avrinningsområdet har biflödesordning 2, vilket innebär att vattnet flödar genom totalt 2 vattendrag innan det når havet efter 264 kilometer. Avrinningsområdet består mestadels av skog (54 procent). Avrinningsområdet har 0,74 kvadratkilometer vattenytor vilket ger det en sjöprocent på 20,7 procent. Bebyggelsen i området täcker en yta av 0,36 kvadratkilometer eller 10 procent av avrinningsområdet.